# Perizoma curvilinea
Perizoma curvilinea là một loài bướm đêm trong họ Geometridae.